# Nyctemera artemis
Nyctemera artemis är en fjärilsart som beskrevs av Jean Baptiste Boisduval 1832. Nyctemera artemis ingår i släktet Nyctemera och familjen björnspinnare. Inga underarter finns listade i Catalogue of Life.